# Amphicallia
Amphicallia é um género de traça pertencente à família Arctiidae.

## Espécies
- Amphicallia bellatrix Dalman, 1823
- Amphicallia kostlani Strand, 1911
- Amphicallia pactolicus Butler, 1888
- Amphicallia pratti Kenrick, 1914
- Amphicallia quagga Strand, 1909
- Amphicallia solai Druce, 1907
- Amphicallia thelwalli Druce, 1882
  - Amphicallia thelwalli thelwalli
  - Amphicallia thelwalli tigris Butler, 1892
  - Amphicallia thelwalli zebra Rogenhofer, 1894